# Razloški Okrug
 Razloški Okrug  falu Horvátországban, a Tengermellék-Hegyvidék megyében. Közigazgatásilag Delnicéhez tartozik.

## Fekvése
Fiumétól 27 km-re északkeletre, községközpontjától 10 km-re északnyugatra, a horvát Hegyvidék középső részén fekszik.

## Története
A település lakosságát 1953-óta számlálják önállóan, akkor 21-en lakták. 2011-ben 5 lakosa volt.

## Lakosság
| Lakosság változása | Lakosság változása | Lakosság változása | Lakosság változása | Lakosság változása | Lakosság változása | Lakosság változása | Lakosság változása | Lakosság változása | Lakosság változása | Lakosság változása | Lakosság változása | Lakosság változása | Lakosság változása | Lakosság változása | Lakosság változása |
| ------------------ | ------------------ | ------------------ | ------------------ | ------------------ | ------------------ | ------------------ | ------------------ | ------------------ | ------------------ | ------------------ | ------------------ | ------------------ | ------------------ | ------------------ | ------------------ |
| 1857               | 1869               | 1880               | 1890               | 1900               | 1910               | 1921               | 1931               | 1948               | 1953               | 1961               | 1971               | 1981               | 1991               | 2001               | 2011               |
| 0                  | 0                  | 0                  | 0                  | 0                  | 0                  | 0                  | 0                  | 0                  | 21                 | 14                 | 17                 | 15                 | 8                  | 9                  | 5                  |